# Kertészeti és Élelmiszeripari Egyetem
A Kertészeti és Élelmiszeripari Egyetem (röviden: KÉE), illetve jogelődjei 1853-tól 1945-ig, majd 1953-tól 2000-ig önállóan működő, kertészmérnöki, illetve az 1960-as évektől élelmiszeripari mérnöki és tájépítészi képzést nyújtó felsőoktatási intézmény volt Budapesten. Az egykori tanintézet 2015. december 31-éig a Budapesti Corvinus Egyetem szervezeti egysége volt. 2016 és 2021 januárja között a Szent István Egyetem részeként folytatta munkáját, majd 2021-től a Magyar Agrár- és Élettudományi Egyetem egységeként működik Budai Campus néven.

## Története
A tanintézmény története 1853-ig nyúlik vissza, ekkor alapította Entz Ferenc Pesten a Haszonkertészeket Képző Gyakorlati Tanintézetet, amely pár év elteltével, 1859-ben Budára került Kertész- és Vincellériskola néven. Az elméleti oktatás mellett története e korai szakaszában alakították ki több kataszteri holdat kitevő területen, a Gellért-hegy déli lankáin az iskola később Budai Arborétum néven ismert kertészeti telepét, ahol a gyakorlati munkát sajátíthatták el, illetve növénynemesítési, szelekciós kísérletekkel foglalkozhattak a diákok. 1894-ben az intézményt az 1893-ban alapított Budapesti Pomológiai és Kertészeti Intézet integrálásával párhuzamosan átszervezték. A hároméves képzést nyújtó, Kertészeti Tanintézet néven tovább működő iskolába ekkortól fiúk és lányok egyaránt járhattak, amennyiben előzőleg elvégezték a gimnázium hatodik osztályát vagy valamely középfokú gazdasági tanintézetet. A hároméves tanulmányi időszak végeztével és a záróvizsgák sikeres letételével a diákok oklevelet kaptak.
1939-ben akadémiai rangra emelték Kertészeti Akadémia néven, ahova csak érettségizett fiatalok jelentkezhettek felvételre. 1943-ban a tanulmányi időszakot négy évre emelték, s ekkortól Kertészeti és Szőlészeti Főiskola néven működött tovább a tanintézmény. 1945-ben önállóságát elveszítette, s a Magyar Agrártudományi Egyetem Kert- és Szőlészettudományi Kara lett. 1953-ban visszanyerte önállóságát, s ismét Kertészeti és Szőlészeti Főiskola néven működött. Ebben az időszakban épült ki a főiskola Péteri-majori (Soroksár) kísérleti üzeme és tangazdasága, illetve jelentős szervezeti átalakítások zajlottak az iskolában, megszervezték az élelmiszeripari üzemmérnökök és a tájépítészek képzését. Az 1968. évi 25. törvényerejű rendelet egyetemi rangra emelte Kertészeti Egyetem néven. Az immár ötéves képzés ekkortól két karon folyt az egyetemen. A Kertészeti Karon leendő kertészmérnökök, kertészeti üzemmérnökök és kertépítő mérnökök tanultak, a Tartósítóipari Karon pedig üzemmérnöki oklevelet szerezhettek a hallgatók. Az egyetemhez tartozott a Kecskeméten megnyitott, hároméves képzést nyújtó Kertészeti Főiskola.
Az egyetemmé válás előzménye egy átmeneti felsőoktatási forma; két vegyipari technikum magasabb képzési formává alakult át. Ennek értelmében 1964-től működött a Budapesti Felsőfokú Élelmiszeripari Technikum az Izabella utcában, valamint a Szegedi Felsőfokú Élelmiszeripari Technikum is Szegeden a Marx téren (jelenleg Mars tér). A két intézmény közti munkamegosztás értelmében Budapest a növényi jellegű, Szeged viszont az állati eredetű élelmiszerek gyártását oktatta. A Budapesti Felsőfokú Élelmiszeripari Technikum megszűnése miatt jött létre a Kertészeti Egyetem (1968), egy ideig Tartósítóipari Szak néven, úgy, hogy az 1969 szeptemberében felvételitett hallgatók már az egyetemre iratkoztak be.  A Tartósítóipari Kar nevet csak 1972-től használta.
Ekkoriban az élelmiszeripar műszaki felsővezetését vegyészmérnökök látták el. A technológia fejlődése szükségessé tette az önálló főiskolai, illetve egyetemi szintű élelmiszeripari oktatás megalapítását.
1972-ben újabb átszervezés történt. Ekkor jött létre az Élelmiszeripari Főiskola, Szeged nevű önálló intézmény, kiegészítve a hódmezővásárhelyi állattenyésztési karral. A Budapesti Felsőfokú Élelmiszeripari Technikum rövid ideig Szegedhez tartozott, majd észszerűségi okokból összevonták a Kertészeti Egyetem Tartósítóipari Karával, amely ettől kezdve az Élelmiszeripari Kar nevet viselte.
Az előzőleg Budapesten folyó élelmiszergépész oktatás Szegedre költözött az élelmiszergépész és az élelmiszeripari folyamatirányítási szak formájában. Az Izabella utcai épületet az ELTE vette át.
A Kertészeti Egyetem a megnövekedett feladatokhoz híven
1987 óta Kertészeti és Élelmiszeripari Egyetem néven működött. Az Élelmiszeripari Kar nevét később Élelmiszertudományi Karrá változtatták, tekintettel arra, hogy az egyetem egyre több alaptudományi jellegű (kutatási) szakfeladatot kapott.
A szegedi Élelmiszeripari Főiskolát a József Attila Tudományegyetembe (JATE) integrálták (Jelenleg Szegedi Tudományegyetem), Mérnöki Kar elnevezéssel.
A hallgatók száma az 1980-as években ezer körül mozgott. A 2000-ben lebonyolított felsőoktatási integráció során az egyetem önállóságát elveszítve 2000. január 1-jétől a Szent István Egyetemhez csatolták, míg a kecskeméti főiskolai kar a gépipari és a tanítóképző főiskolával egybeolvadva a Kecskeméti Főiskola részévé vált. Szervezeti problémák miatt az egyetem budai karai kérelmezték a Gödöllőtől való elválást, és csatlakoztak 2003. augusztus 31-én a Budapesti Közgazdaságtudományi és Államigazgatási Egyetemhez. Ez a már egyesült intézmény vette fel 2004-ben a Budapesti Corvinus Egyetem nevet. Ezt az elnevezést valamennyi közalkalmazotti munkatárs bevonásával alakult fórum választotta az egyetem számára, szavazás útján 2004-ben. 2016-tól az elnevezést várhatóan csak az egyetem pesti karai fogják viselni.
A tanintézmény az 1860-as évektől a XI. kerületi Ménesi úton működött. Az 1970-es években készült el modern főépülete a Villányi út 33–35. szám alatt, s a Ménesi úti épületek is újabb épületszárnyakkal bővültek.

## Egykori híres diákjai, tanárai

### Neves tanárai
- Balás Géza entomológus, egyetemi tanár, tanszékvezető
- Balázs Sándor tanszékvezető
- Bálint György
- Bálint János tanszékvezető, dékán
- Balogh István Sándor tanszékvezető
- Boross László egyetemi tanár
- Cselőtei László tanszékvezető
- Csemez Attila dékán
- Csepregi Pál egyetemi tanár
- Dimény Imre miniszter, rektor, intézetvezető
- Facsar Géza egyetemi docens
- Farkas József vegyészmérnök, mikrobiológus, egyetemi tanár
- Fekete András dékán, tanszékvezető
- Géczi István válogatott labdarúgó, országgyűlési képviselő, tanszékvezető
- Glits Márton tanszékvezető
- Gyönös Károly tanszékvezető
- Hargitai László egyetemi tanár
- Harnos Zsolt Széchenyi-díjas akadémikus
- Hornok László tanszékvezető, dékánhelyettes
- Hoschke Ágoston dékán
- Hrotkó Károly dékán
- Jámbor Imre tanszékvezető, dékán, rektorhelyettes
- Karai János tanszékvezető
- Kozma Pál akadémikus, tanszékvezető, az intézménynek mint egyetemnek első rektora
- Ligetvári Ferenc miniszter
- Maráz Anna professor emerita
- Mészáros Zoltán tanszékvezető
- Mőcsényi Mihály tanszékvezető, rektor
- Nagy Sándor egyetemi docens, hegymászó
- Okályi Iván egyetemi tanár
- Ormos Imre tanszékvezető, rektor[7]
- Pais István kémikus, tanszékvezető egyetemi tanár[8]
- Porpáczy Aladár
- Rimóczi Imre tanszékvezető
- Schmidt Gábor tanszékvezető, rektorhelyettes
- Sipos András címzetes egyetemi tanár, a Szarvasi Arborétum igazgatója
- Somos András tanszékvezető, rektor
- Tamássy István rektor
- Terpó András tanszékvezető
- Tomcsányi Pál akadémikus
- Totth Gedeon intézetvezető, főiskolai tanár[9]
- Török Szilveszter tanszékvezető

### Nevezetessé vált diákjai
- Báthori Tibor borász
- Borkó Károly országgyűlési képviselő
- Hagyó Miklós politikus
- Hegedűs András újságíró, helytörténeti kutató
- Herczog Edit volt országgyűlési képviselő, Európai parlamenti képviselő
- Lasztovicza Jenő országgyűlési képviselő
- Marosffy Orsolya többszörös világbajnoki érmes tájfutó, tájkerékpározó, sítájfutó
- Martinovics Dorina színésznő
- Megyeri Szabolcs kertészeti szakújságíró, blogger
- Pásztor Albert rendőrkapitány
- Serdült Orsolya Miss World Hungary 2009 - A Királynő
- Török Péter tájépítész
- Joanna Stempińska borász, művészettörténész, diplomata, Lengyelország nagykövete
- V. Naszályi Márta táj- és kertépítész, I. kerületi várospolitikus, polgármester